# Drags fabriker

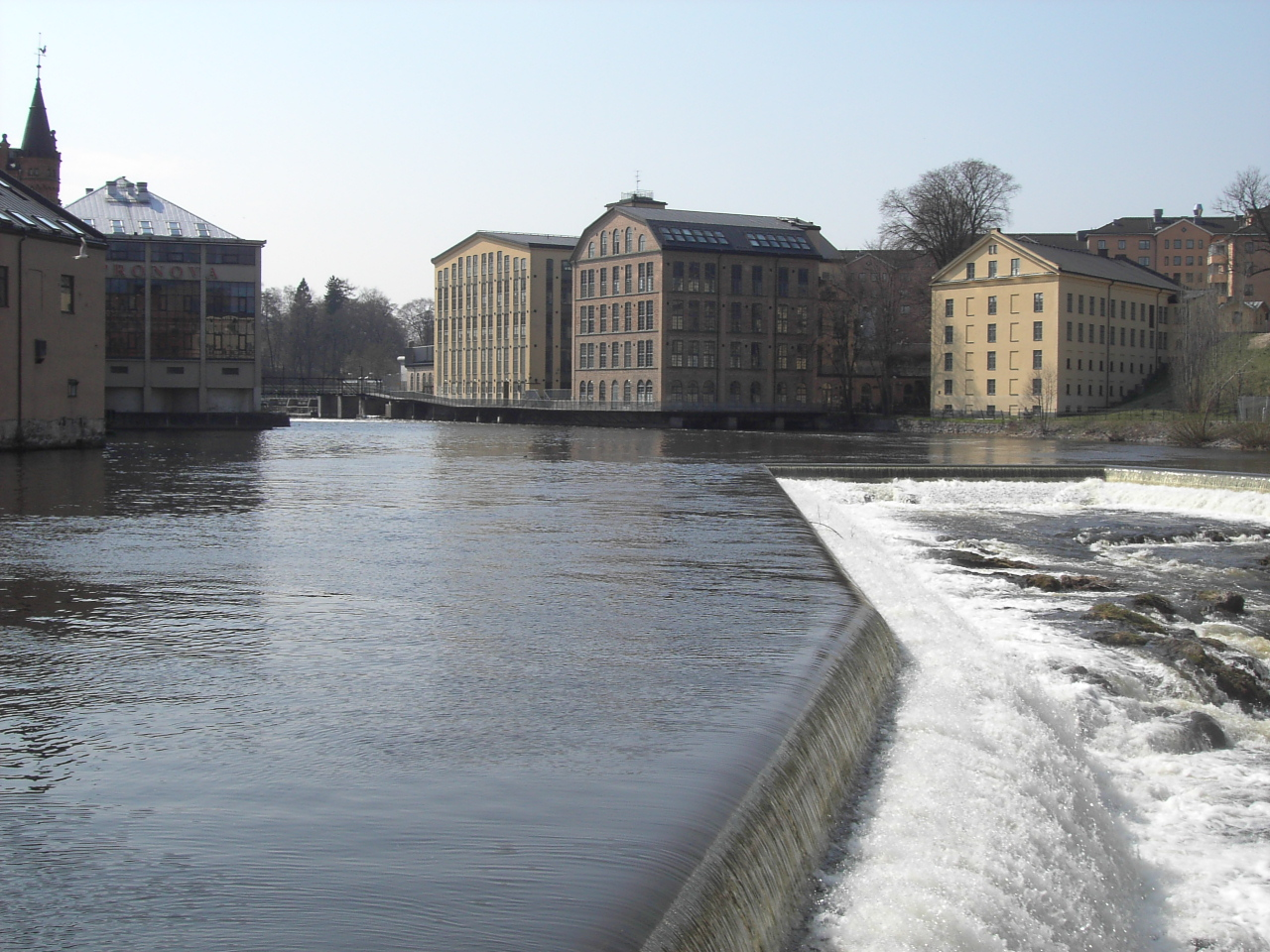
Drags fabriker vid Motala ström, 2006. Byggnaden längst till höger uppfördes som ullmagasin och kontor 1872, med Carl Theodor Glosemeyer som arkitekt.

Drags fabriker (Norrköpings yllefabriksaktiebolag eller Drags Aktie Bolag) var en tillverkare av ylletyg som var verksam i Norrköping i över 300 år.
Drags är genitiv av Drag, som är det historiska namnet på platsen där fabriksområdet växte fram. Namnet Drag syftar på att man här drog upp båtar för att släpa dem över land och på så sätt komma förbi forsarna i Motala ström. 

## Leverantör till kronan
Petter Speet följde industrimannen Louis de Geer från Nederländerna till Sverige 1635 och arbetade på Holmens bruk i Norrköping som vantmakare. 1637 avlade han borgared. Det är inte känt vad det var som fick honom att lämna anställningen på bruket och istället bli sin egen men en teori är att de Geer inte intresserade sig särskilt för brukets klädestillverkning och endast tänkt sig att endast göra tyg för de egna anställda, ej försäljning.
Den 10 mars 1642 utfärdades ett privilegiebrev till Petter Speet som lät honom tillverka och försälja yllekläde vid Drags kvarn vid Motala ström i Norrköping. Drags främsta kund blev den svenska armén åt vilken man tillverkade kommiss, grovt ylletyg till uniformer. Under stormaktstiden krävde den svenska armén mycket uniformstyg och Drag levererade för användning i Lennart Torstenssons danska krig på 1640-talet och Karl X Gustavs krig mot Danmark under 1650-talet.
Efter Speets bortgång 1665 efterträddes han av lübeckaren Abel Becker. 1670 förnyades Drags privilegier och företaget blev huvudleverantör till den svenska armén under Skånska kriget. Abel Beckers tålamod blev hårt prövad då han fick vänta i 18 år på att kronan skulle betala för leveranserna. I den förordning om krigsfolkets beklädnad som utfärdades 1693 beslutades att Drag skulle leverera en femtedel av arméns och flottans behov av kläde.
Efter Abel Beckers bortgång 1698 övertogs ledningen av hans styvson Petter Speet den yngre och dennes brorson Peter Ehrenspetz. Den förste adlades 1702, kort före sin död, den andre 1704, under namnet Ehrenspetz. När den ryska flottan anföll Norrköping brändes hela staden ned, inklusive Drags fabriker. Med hjälp av en skatt på importerade varor som skulle ha kunnat tillverkas i Sverige kunde riksdagen bistå till återuppförandet med 40 000 daler silvermynt. Petter Ehrenspetz fick igång produktionen igen innan han 1736 avgick.
Ny direktör för Drags fabriker blev Ehrenspetz' svärson Harald Urlander. Under 1700-talet hade det blivit vanligt att tvinga människor arbeta, exempelvis så kallade lösaktiga kvinnor. Urlander tog 1742 över arrendet för det statliga spinnhuset och kvinnorna där tvingades arbeta med att spinna ull. Urlanders fall blev dock hans vana att frikostigt ta del av den kredit som det regerande hattpartiet hade infört att förmedlas via Riksens ständers manufactur contoir och som innebar att färdiga varor kunde förpantas i magasin hos den lokala hallrätten för tre fjärdedelar av värdet. Ständig brist på likvida medel gjorde att Urlander satte detta i system och han verkar ha avstått från att sälja varorna på normalt vis. När det hela upptäcktes tvingades han 1748 avgå och för sin skuld avstå hela företaget till riksbanken.
Riksbanken arrenderade ut Drag till Anders Schenbom. En inspektör från Stockholm jämför verksamheten under Schenboms tid med den betydligt vidlyftigare Urlanderska epoken. Schenbom har dragit ned på tillverkningen och antalet anställda. Istället för tillverkning av finare tyger koncentrerade han tillverkningen till sådant som gick att sälja: uniformstyger till armén under Pommerska kriget som för Drag innebar högkonjunktur. Efter krigsslutet minskade tillverkningen, från som mest 19 000 alnar tyg per år till drygt 5 000 alnar per år under perioden 1768-1772 och 1773 gick Drags fabriker ännu en gång i konkurs.

## Storhetstiden

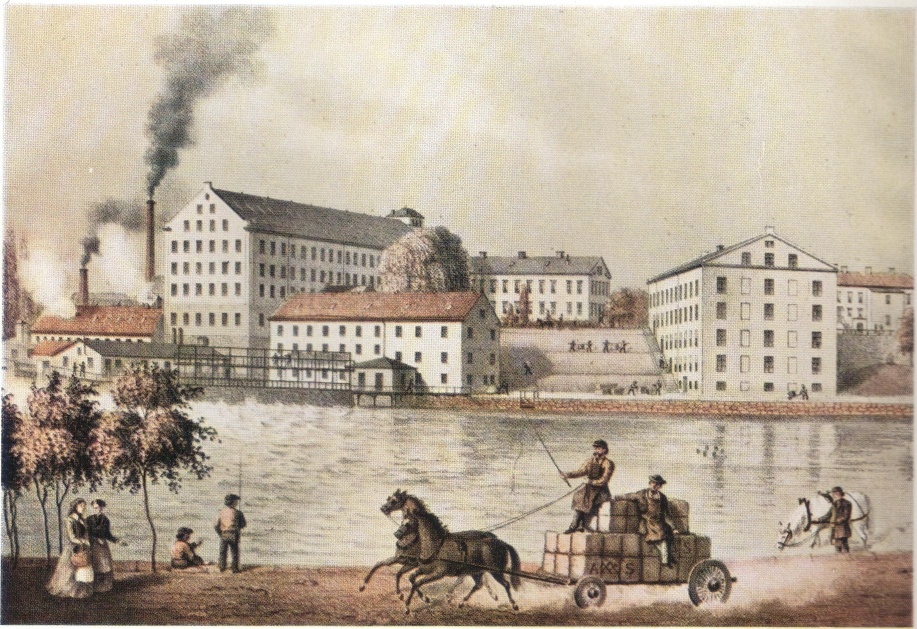
Drag i början av 1870-talet. Inspektorsbostaden i bildens mitt bakom trädet flyttades hit från Toresunda gård i Uppland på 1830-talet.

Efter konkursen övertogs privilegierna av färgaren Sven Orgstedt men tillverkningen hölls på endast några tusental alnar per året eller så låg tillverkningen helt nere. Antalet vävstolar var endast två stycken. Följande ägare höll verksamheten på låg nivå. 1799 övertogs fabriken av Fredrik Jancke, Norrköpings rikaste man. Han införde en teknisk nyhet, ett vattenhjul för överskärning som gjorde samma arbete som åtta personer. Det dröjde till 1811 innan Drags gick en ny storhetstid till mötes när Christian Lenning övertog verksamheten.
1805 hade Drags konkurrent i Grytskvarteren på andra sidan strömmen, firman Söderberg & Arosenius, skaffat sig en spinnmaskin. Lenning såg till att också skaffa sig maskiner. Tillverkningen för hand krävde mycket personal men genom att använda vattenkraften från strömmen kunde man göra tillverkningen mer effektiv. 1811 låg Drags på åttonde plats i Norrköping vad gäller tillverkningsvärde men gick upp till andra plats efter Söderberg & Arosenius på 1820-talet. Lenning satsade på olika maskiner för att öka produktionen. 1852 övertog sonen John Lenning ansvaret för Drags.
John Lenning såg till att Drags 1853 blev Sveriges första klädesfabrik som drevs i bolagsform, Drags Aktie Bolag. Det nya bolaget var visserligen stort men andra textiltillverkare i Norrköping var ännu större: Bergs aktiebolag, Norrköpings Bomullsväfveri och Holmens bruk. Det nya bolaget byggde en ny huvudbyggnad med fyra våningar vid strömmen och 1855 hade bolaget 30 mekaniska vävstolar och 32 handvävstolar och 280 arbetare. Efter några osäkra år hade tillverkningen 1860 ökat till 159 000 alnar, en åttadubbling jämfört med 1840-talet. Drags råvara var ylle, vilket visade sig vara lyckosamt, eftersom det amerikanska inbördeskriget innebar stora leveranssvårigheter för de av Drags konkurrenter som använde bomull som råvara. 1865 hade Drags 400 arbetare vilket gjorde bolaget till Norrköpings största industriföretag.
Efter att ha utsetts till riksdagsledamot i första kammaren avgick John Lenning 1875 och efterträddes av den 35-årige kamreren Axel Swartling. Den andra hälften av 1870-talet innebar lågkonjunktur men Swartling valde att expandera genom att bygga ut färgeriet, ökade pannutrymmen, en ny turbin och uppförandet av ett nytt fabrikshus. 1908-1912 byggdes en ny kraftstation och turbinanläggning. Utbyggnaden gjorde det möjligt att kraftigt öka produktionen från 160 000 meter till 376 000 meter 1890.
Den utländska konkurrensen gjorde det svårare för Drags fabriker. Trots att man ökade på produktionen sjönk vinsten. Swartling var inte bara företagsledare för Drags utan han var också upptagen med uppdrag i stadens styrelse och riksdagen. Han avled 1918 och efterträddes av Helge Nordin. 1920-talet innebar försämrad lönsamhet, en utveckling som endast bröts under andra världskriget då det inte fanns någon utländsk konkurrens.

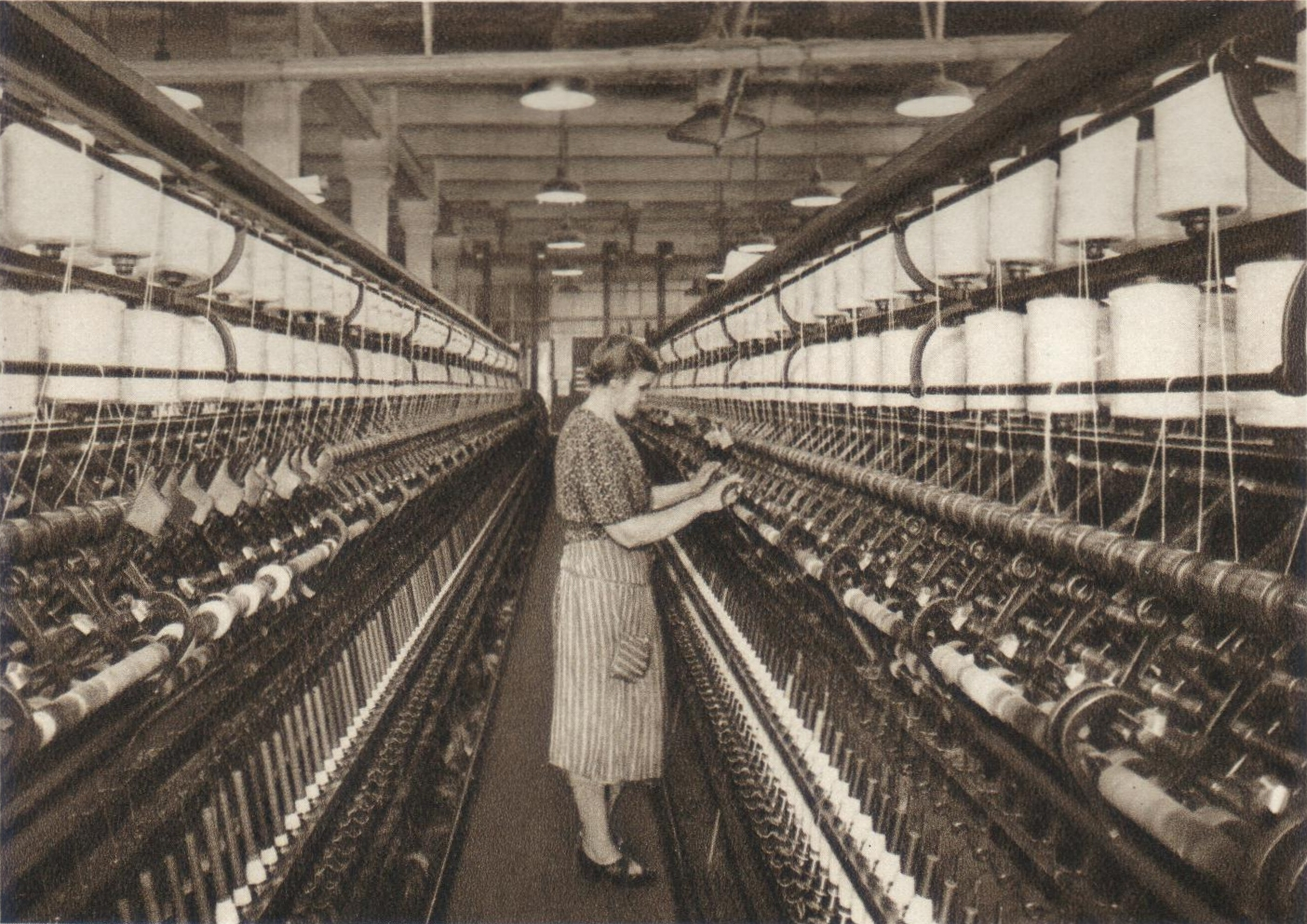
Drags på 1920-talet. En anställd vid ringspinnmaskiner för kamgarn.

Norrköpings näst största textilföretag, Norrköpings Bomullsväfveri, ”Tuppen”, började på 1930-talet köpa upp företag i textilbranschen, bland annat Regnklädersfabriken Vargen AB (tillverkning av trenchcoats), AB Åke Berg (näsdukar), Norrköpings Yllefabrik AB samt Drags AB för att på så vis få till stånd vertikal integration, det vill säga hela processen från inköp av råvara till tillverkning av kläder.
Under andra världskriget hölls konsumtionen av kläder och textilier nere, bland annat genom ransonering. Detta innebar att det vid krigsslutet fanns ett uppdämt konsumtionsbehov och den andra delen av 1940-talet innebar en boom för textilindustrin. Detta uppdämda behov var snart tillfredsställt och konsumtionen började därefter att minska. För Drags innebar detta allvarliga problem. Fabriken hade satsat på tillverkning av kvalitetstyger för damkonfektion och var känd för sin blåa cheviot men där mötte man snart konkurrens från utlandet som genom lägre priser tog marknadsandelar. Italienskt kvalitetstyg såldes i Sverige för priser som inte ens täckte svenska tillverkningskostnader. Efterfrågan på kvalitetstyg minskade också genom att människor mer och mer började handla konfektion istället för skräddarsytt.

## Nedläggningen

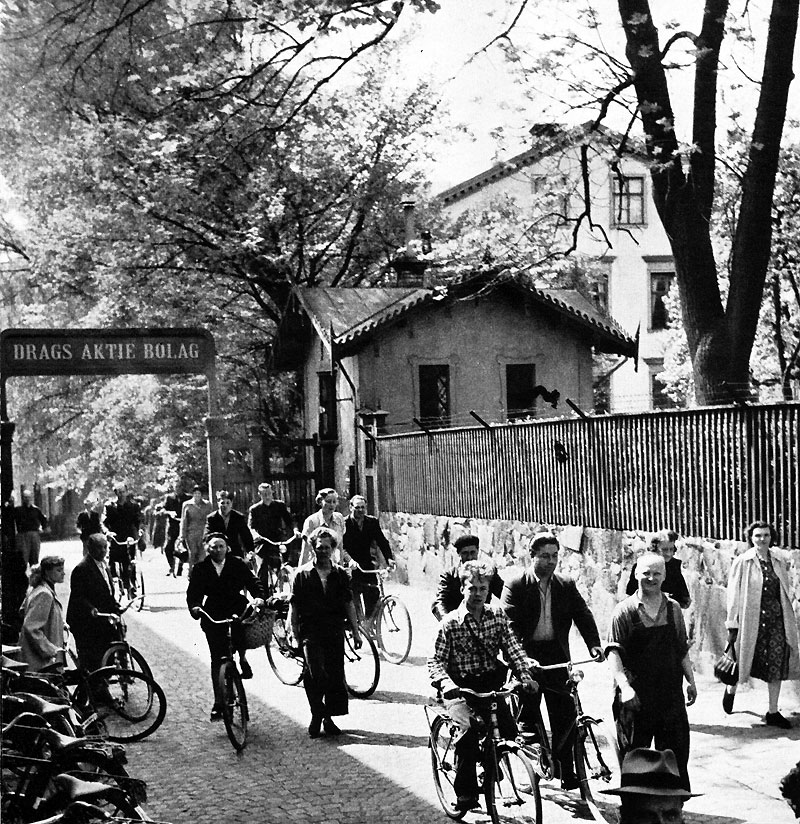
Arbetarna lämnar Drags 1953.
Foto: K. W. Gullers.

Den vikande lönsamheten gjorde att företagsledningen eftersatte moderniseringen av maskinparken. Den 15 september 1954 kom beskedet att Drags skulle lägga ned verksamheten. Norrköpings Bomullsväfveris VD Frans H. Nilsson förklarade:
"Den anrika industrin hade sedan länge specialiserat sig på damtyger, och Drags har tillverkat och tillverkar tyger av så utsökt slag att de mycket väl skulle kunna säljas i de finaste varuhusen i London och Paris. Men den svenska ylleindustrin för en ojämn kamp mot den utländska konkurrensen sedan snart 30 år. Fabrikanterna i utlandet arbetar med subsidier som deras egna skattebetalare får tillhandahålla, men vi för vår del har ett tullskydd som är grundat på ett helt annat penningvärde än dagens och därför inte är något skydd alls."
Företagsledningen ansåg att driften var olönsam samtidigt som det saknades förutsättningar att ändra på detta. Vid nedläggningen hade företaget 133 arbetare och dessa erbjöds anställning på Tuppen. Detta ansågs inte vara ett särskilt bra erbjudande eftersom arbetet på Tuppen ansågs vara tyngre, dammigare och dessutom lägre avlönat.
De delvis förfallna lokalerna renoverades under sent 1980- och tidigt 1990-tal i samband med att bostäder byggdes i kvarteret. Under 1988  flyttade Ebersteinska gymnasiet in. Teoretiska tekniska utbildningar bedrevs sedan fram till 1997 då Campus Norrköping flyttade in.